# Птицын, Роман Викторович
Роман Викторович Птицын (родился 8 сентября 1975, Майма, Майминский район, Горно-Алтайская автономная область, РСФСР, СССР) — российский политик, член партии Единая Россия, глава Майминского района в 2018—2021 годах, депутат Государственной думы VIII созыва с 2021 года.

## Биография
Роман Птицын родился 8 сентября 1975 года в селе Майма (Горно-Алтайская автономная область). В 1994—1995 годах служил в армии, затем начал работать в банковской сфере, параллельно учась в Новосибирской государственной академии экономики и управления (окончил в 2002 году). В Сбербанке прошёл путь от экономиста до заместителя управляющего одним из отделений (1996—2013). Затем был первым заместителем главы Майминского района Республики Алтай (2013—2016), первым заместителем министра экономического развития региона (2016—2018), заместителем председателя правительства (2018), главой Майминского района (2018—2021).
В 2021 году на выборах в Государственную Думу VIII созыва Птицын был избран по Алтайскому одномандатному избирательному округу № 2 от партии «Единая Россия». Из-за вторжения России на Украину он находится с 2022 года в санкционных списках Евросоюза, США, Великобритании и ряда других стран.